# Коропи
Коропи́ — село в Україні, у Вільхівській сільській громаді Харківського району Харківської області. Населення становить 150 осіб. Колишній орган місцевого самоврядування — Малороганська сільська рада.

## Географія
Село Коропи знаходиться на правому березі річки Роганка, вище за течією примикає село Степанки, нижче за течією примикає село Роганка (ліквідоване) і на відстані 1 км — село Мала Рогань. На протилежному березі великий масив садових ділянок.

## Історія
12 червня 2020 року, розпорядженням Кабінету Міністрів України № 725-р «Про визначення адміністративних центрів та затвердження територій територіальних громад Харківської області», увійшло до складу Вільхівської сільської громади.
19 липня 2020 року, в результаті адміністративно-територіальної реформи та ліквідації Харківського району(1923—2020), село увійшло до складу новоутвореного Харківського району.